# Nortel
Nortel (oficiální označení je Nortel Networks Corporation, TSX:NT) je kanadská firma specializovaná na navrhování, výstavbu a implementaci telekomunikačních sítí.
Sídlo firmy se nachází v Toronto (Kanada). Nortel má zastoupení ve více než 150 zemích světa: Severní Americe, Evropě, Asii a Pacifiku, Karibské oblasti, v Latinské Americe, na Středním Východě a v Africe.

## Produkty
- Internet & Telefonů operátorů: mobilních telekomunikačních sítí (GSM, GSM-R, GPRS, EDGE, CDMA, 4G WiMAX...), bezdrátové sítě (Wi-Fi, Wireless Mesh...), sítí nové generace (NGN, IMS), VoIP, IPTV
- Metropolitní sítě : SDH, DWDM, Metro Ethernet
- Privátní síť: LAN, WLAN, WAN, IP-bezpečnost, virtuální privátní síť, VoIP a Unified Communications.